# Szöghatár-halom
A Szöghatár-halom egy kunhalom a Hajdú-Bihar vármegyei Egyek nagyközség külterületén.

## A halom
A Szöghatár-halom az Egyek és Tiszacsege közötti út mentén található. Neve és a mellette található kimélyített árok arra utal, hogy régen itt húzódott a debreceni és a csegei külső területek határa. A dombon régi sírkövek és egy 96 éves kőkereszt található, amelyet felirata szerint Ádám József és Puzsár Zsuzsánna emeltetett 1929-ben „Isten dicsőségére”.
A rajta élő növényfajok közül jellemző a taréjos tarackbúza, de előfordul a védett macskahere is, valamint él rajta borókafa is. A halomban megtelepedtek a rókák, valamint gyakoriak az énekesmadarak, például a tövisszúró gébics.
1970-ben a Szöghatáron a középső bronzkorból származó régészeti leleteket találtak, amelyeket a debreceni Déri Múzeumban helyeztek el. A halom 1995-ig bozótos, elhanyagolt volt, azóta több civil szerveződés is gondot fordít a helyszín rendbetételére, a bozótirtásra.

## Képek

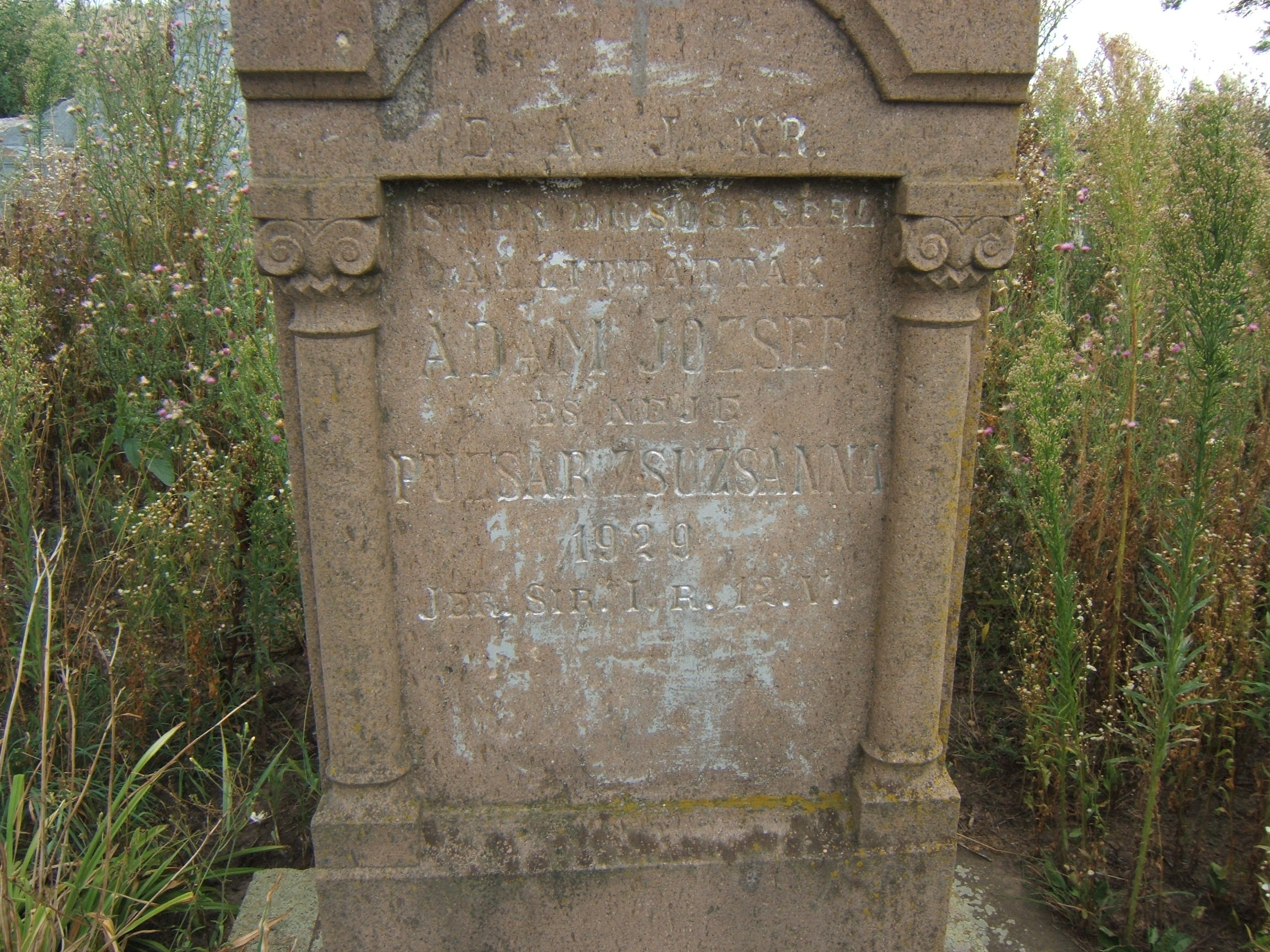
A kereszt felirata
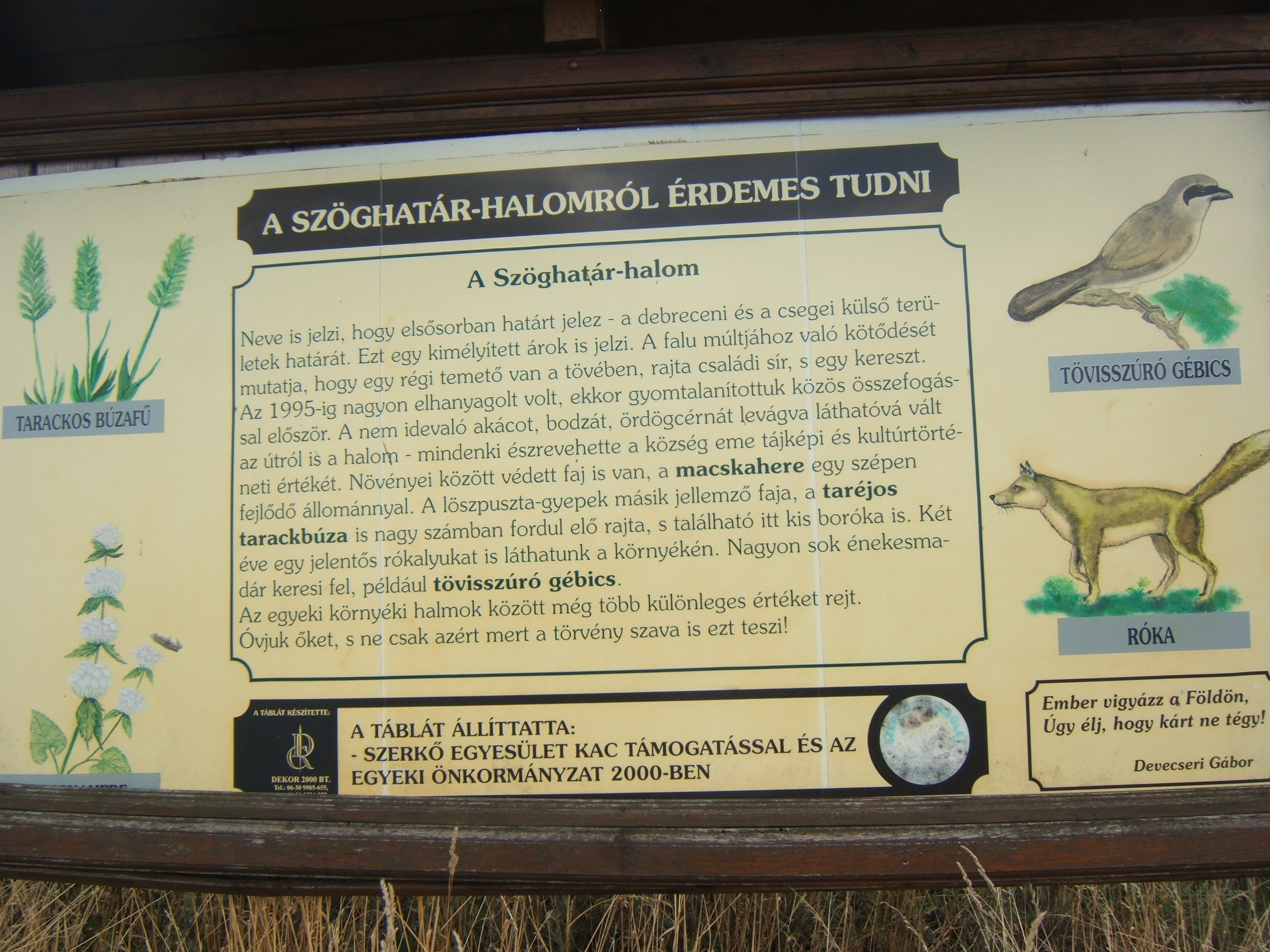
Ismertető tábla